# Maintenant que l'été est fini
 (juin 2017).
Si vous disposez d'ouvrages ou d'articles de référence ou si vous connaissez des sites web de qualité traitant du thème abordé ici, merci de compléter l'article en donnant les références utiles à sa vérifiabilité et en les liant à la section « Notes et références ».
Pour plus de détails, voir Fiche technique et Distribution.
Maintenant que l'été est fini (Now That Summer Is Gone) est un cartoon Merrie Melodies réalisé par Frank Tashlin en 1938.